# 八格骨牌
八格骨牌（Octomino），又稱八連塊，是一種多格骨牌，每塊以八個全等的正方形連成，鏡射或旋轉視作同一種共有三百六十九種。

所有的八格骨牌

八格骨牌是最小的骨牌格數，所有的八種可能的對稱形式都至少各有一個n格骨牌，下一個這樣的骨牌格數是十二格骨牌，而十二格骨牌也是最小的骨牌格數，所有的八種可能的對稱形式都至少各有一個中間沒有洞的n格骨牌。
1. 兩條平行於格線的對稱軸，跟兩條與格線夾45度的對稱軸，以及90度中心對稱點，共有1種（藍綠色）。
2. 兩條平行於格線的對稱軸，以及180度中心對稱點，共有4種（紫色）。
3. 兩條與格線夾45度的對稱軸，以及180度中心對稱點，共有1種（橘色）。
4. 一條平行於格線的對稱軸，共有23種（紅色）。
5. 一條與格線夾45度的對稱軸，共有5種（綠色）。
6. 90度中心對稱點，共有1種（黃色）。
7. 180度中心對稱點，共有18種（藍色）。
8. 無任何對稱性（包含對稱軸與對稱點），共有316種（灰色）。

## 平面填充
所有369種八格骨牌中，有320種滿足康威準則，因此都可以只用同一種八格骨牌，來填滿整個平面，而另外49種八格骨牌中，有23種可以只用同一種八格骨牌拼成一個滿足康威準則的東西，所以也可以只用該種八格骨牌來填滿整個平面，因此，在全部369種八格骨牌中，總共有343種可以只用同一種八格骨牌來填滿整個平面，而有26種（包括中間有洞的那6種）不能只用同一種八格骨牌來填滿整個平面。
雖然全部的八格骨牌一共有2952格，但是並沒有辦法把它們拼成長方形，儘管它們符合肢解西洋棋盤問題的條件（有233種八格骨牌有偶數個黑格子跟偶數個白格子，而有136種八格骨牌有奇數個黑格子跟奇數個白格子，黑格子跟白格子的總數都是偶數，而有2952格的長方形都有1476（偶數）個黑格子跟1476（偶數）個白格子，因此可能可以排出來，與四格骨牌跟六格骨牌的情形不同），但是因為有6個八格骨牌中間有洞，所以八格骨牌不管怎麼排，中間一定都至少會有6個洞，但是當然長方形並沒有洞，所以不可能排得出來。
然而，全部369块八格骨牌能拼成边长分别为3，4，5，7，8，9，11，12，12，13，13，15，16，17，19，20，21的17个正方形，其中奇数边长的正方形中心有一格洞。